# Pośrednia Sieczkowa Przełączka
Pośrednia Sieczkowa Przełączka (2218 m, słow. Prostredné Sieczkovo sedlo, niem. Mittlerer Sieczka-Sattel, węg. Középső-Sieczka-nyereg) – szeroka przełęcz między Pośrednim Granatem (2234 m) a Zadnim Granatem (2240 m) w polskich Tatrach Wysokich. Jest jedną z trzech Sieczkowych Przełączek w długiej wschodniej grani Świnicy na trasie Orlej Perci. Z zachodnich zboczy przełęczy (po stronie Dolinie Czarnej Gąsienicowej) opada Żleb Staniszewskiego, ze wschodnich, do górnej części Dolinki Buczynowej średnio stromy, trawiasty żleb z kilkoma płytowymi odcinkami.
Przez Pośrednią Sieczkową Przełączkę i sąsiednie szczyty prowadzi trasa Orlej Perci, pokonywana najczęściej w kierunku od Zawratu na Krzyżne (odcinek Zawrat – Kozi Wierch jest jednokierunkowy). Od czasów wytyczenia szlaku masyw Granatów zyskał na popularności wśród turystów. Najszybszymi dojściami na przełęcz są szlaki żółty na Skrajny Granat oraz zielony na Zadni Granat, oba pnące się wzwyż od strony Doliny Gąsienicowej.
Pierwszymi udokumentowanymi zdobywcami szczytów Granatów byli Eugeniusz Janota i Bronisław Gustawicz wraz z przewodnikiem Maciejem Sieczką. Nie byli oni jednak pierwsi na wierzchołkach, bo podczas wyprawy 19 września 1867 r. znaleźli na Skrajnym Granacie ślady wcześniejszego pobytu człowieka. Od nazwiska Macieja Sieczki pochodzą nazwy trzech Sieczkowych Przełączek.

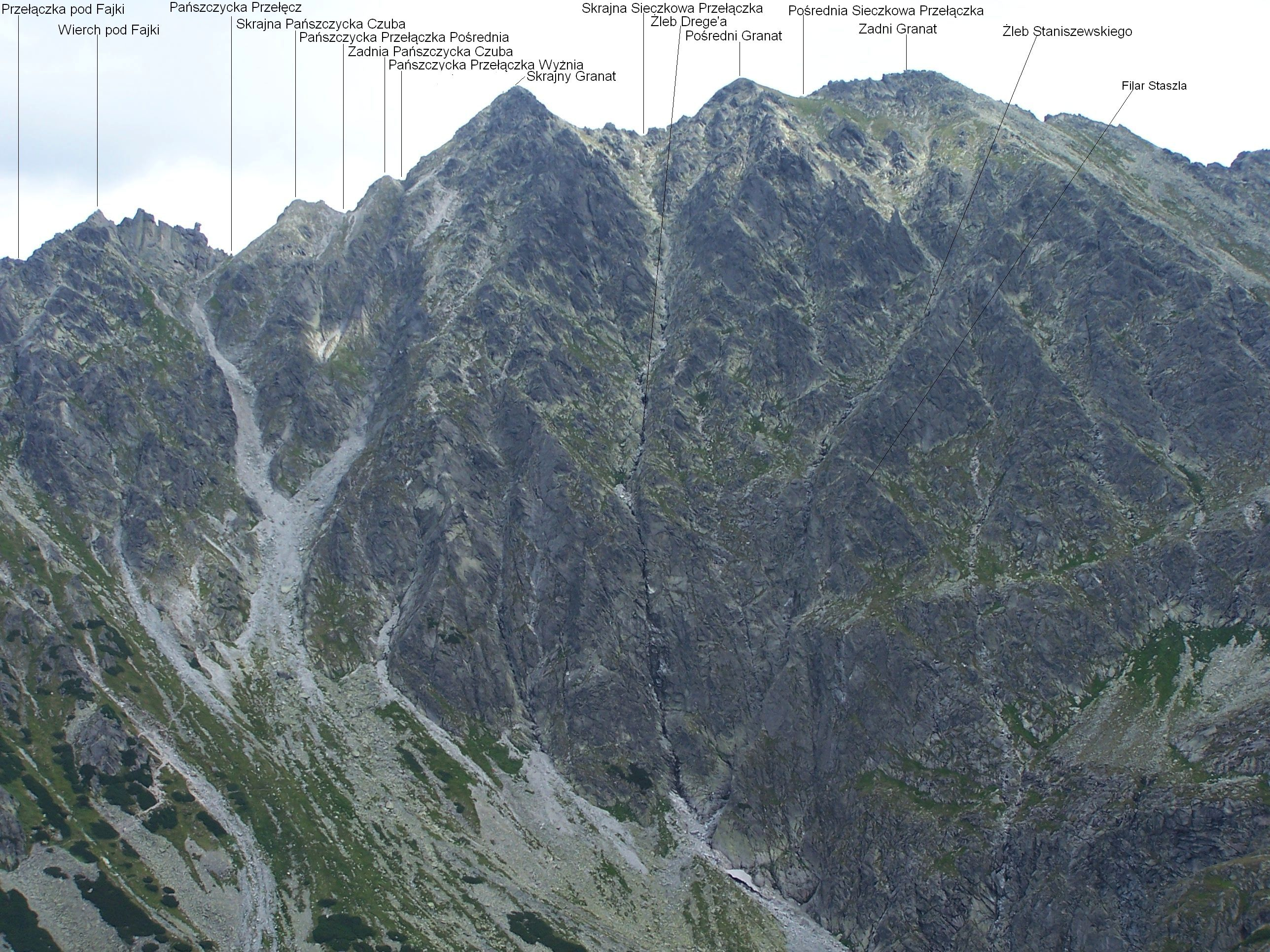
Widok od północnego zachodu

## Drogi wspinaczkowe
Na przełęcz są dwie taternickie drogi wspinaczkowe:
- zboczami zachodnimi od koryta Żlebu Staniszewskiego (II, miejscami III stopień trudności w skali tatrzańskiej, 2 godz.),
- z Dolinki Buczynowej wschodnią ścianą, z ominięciem Zachodu Bednarskiego (II, 45 min)[2].

## Szlaki turystyczne
– czerwony (Orla Perć) przebiegający granią główną z Zawratu przez Kozi Wierch, Granaty i Buczynowe Turnie na Krzyżne.
- Czas przejścia z Zawratu na Krzyżne: 6:40 h
- Czas przejścia z Krzyżnego na Kozi Wierch (część Zawrat – Kozi Wierch jest jednokierunkowa!): 3:35 h.